# Cộng đồng khối dân cư tại Pháp
Cộng đồng khối dân cư (tiếng Pháp: communauté d'agglomération) là một cơ cấu chính quyền vùng đô thị tại Pháp, được thiết lập theo luật Chevènement năm 1999. Đây là một trong ba cơ cấu của liên xã, ít hòa nhập hơn so với một cộng đồng đô thị nhưng hòa nhập hơn so với một cộng đồng xã. Các cộng đồng khối dân cư gồm có một (thị) xã có ít nhất 15.000 người (hay một tỉnh lị/quận lị có ít hơn 15.000 người) và các xã độc lập lân cận.
Tính đến ngày 1 tháng 1 năm 2009, có 174 cộng đồng khối dân cư tại Pháp (167 tại Chính quốc Pháp và 7 tại các tỉnh hải ngoại), với tổng dân số kết hợp là 21 triệu người. Dân số (tính đến lần điều tra dân số năm 2006) của các cộng đồng khối dân cư có quy mô từ 406.140 người (Cộng đồng khối dân cư Montpellier Agglomération) đến 28.372 người (Cộng đồng khối dân cư Pays de Flers).

## Các cộng đồng khối dân cư có trên 200.000 người
(xếp theo dân số tính đến lần điều tra dân số tháng 1 năm 2006)
1. Cộng đồng khối dân cư Montpellier Agglomération – 406.140 người
2. Cộng đồng khối dân cư Toulon Provence Méditerranée – 405.331
3. Cộng đồng khối dân cư Rouennaise (Agglo. de Rouen) – 404.052
4. Cộng đồng khối dân cư Grenoble Alpes Métropole – 396.657
5. Cộng đồng khối dân cư Rennes Métropole – 386.066
6. Cộng đồng khối dân cư Saint-Étienne Métropole – 378.754
7. Cộng đồng khối dân cư Pays d'Aix-en-Provence – 354.661
8. Cộng đồng khối dân cư Plaine Commune – 341.314
9. Cộng đồng khối dân cư Clermont Communauté – 279.621
10. Cộng đồng khối dân cư Orléans Val de Loire – 272.572
11. Cộng đồng khối dân cư Angers Loire Métropole – 265.386
12. Cộng đồng khối dân cư Tours Plus – 264.928
13. Khối dân cư Mulhouse Alsace – 252.000
14. Cộng đồng khối dân cư Havraise – 246.195
15. Cộng đồng khối dân cư Lens - Liévin – 246.097
16. Cộng đồng khối dân cư dijonnaise (Grand Dijon) – 244.496
17. Cộng đồng khối dân cư Nîmes Métropole – 229.470
18. Cộng đồng khối dân cư Metz Métropole (CA2M) – 222.774
19. Cộng đồng khối dân cư Caen la Mer – 218.150
20. Cộng đồng khối dân cư Perpignan Méditerranée – 214.426
21. Cộng đồng khối dân cư Reims – 211.049
22. Cộng đồng khối dân cư Artois (xã Artois) – 206.759